# Dème d'Alíartos-Thespiés
Le dème d'Alíartos-Thespiés, en grec moderne : Δήμος Αλιάρτου–Θεσπιέων / Dímos Aliártou-Thespiéon, est un dème du district régional de Béotie, en Grèce-Centrale. 
Le dème actuel résulte de la fusion, en 2010,  des dèmes d'Alíartos et de Thespiés.
Selon le recensement de 2011, la population du dème compte 10 887 habitants.
Le siège du dème est le village d'Alíartos.